# Площа Перемоги (Біла Церква)
Площа Перемоги — одна з площ у Білій Церкві.

## Історія
Здійснення задуманих планів по визволенню міста було розпочато вранці 1 січня 1944 року. Жорстокі бої з перемінним успіхом точилися до 4 січня. Зокрема, відома висота у передмісті Білої Церкви 208,4, звідки добре проглядалися всі стратегічні пункти ворога, кілька разів переходила з рук в руки. І тільки 4 січня 1944 року після чотириденних запеклих боїв розпочався штурм. Фашисти вперто чинили опір. Вони стріляли з-за кожної стіни, з кожного підвалу. На перехрестях були влаштовані завали, з дахів уцілілих будинків строчили кулемети. Вулицю за вулицею довелось звільняти і очищати від окупантів багнетами й гранатами.
Першим прорвався в Білу Церкву з району горбатого мосту танк Костянтина Турчанінова. Ударом його тридцятьчетвірки були знищені протитанкова гармата, три кулеметні точки. Розстрілявши десятки фашистів, а решту змусивши тікати, танк відважного офіцера продовжував просуватися вглиб міста. Опинившись серед руїн, в темряві, командир екіпажу вирішив оглянути місцевість. В цей час прямим попаданням ворожого снаряда в танк він був смертельно поранений. На його місце став механік-водій. Машина знову рвонула в бій і продовжувала громити ворога. Цей подвиг пізніше буде описаний однополчанином. Трудящі Білої Церкви свято бережуть пам'ять про героя — одну з вулиць названо іменем Костянтина Турчанінова.